# Aelurillus laniger
Aelurillus laniger là một loài nhện trong họ Salticidae.
Loài này thuộc chi Aelurillus. Aelurillus laniger được Dmitri Viktorovich Logunov & Yuri M. Marusik miêu tả năm 2000.